# Валтер Улбрихт
Валтер Ернст Паул Улбрихт (Лајпциг, 30. јун 1893 — Темплин, 1. август 1973) био је источнонемачки политичар, члан Комунистичке партије Немачке и касније источнонемачке државне партије СЕД. Обављао је дужност председника државног савета НДР (1960 — 1971) и централног комитета СЕД (1950—1971).

## Младост
Улбрихт је рођен у Лајпцигу у породици кројача. Оба родитеља су му била активна у Социјалдемократској партији Немачке. Овој партији се придружио 1912.
Служио је у немачкој царској армији за време Првог светског рата у Галицији и на Балкану. Дезертирао је 1917, јер је био против рата од његовог почетка. У време Новембарске револуције 1918. био је члан војничког совјета. Године 1920. постао је члан Комунистичке партије Немачке, где је 1923. изабран у централни комитет. Био је на обуци код Коминтерне у Москви 1924-25. Током 1920их био је посланик регионалних немачких скупштина. Занимљиво је да је по налогу Коминтерне 1932. покушао да са Јозефом Гебелсом организује заједнички штрајк комуниста и нациста који је пропао.

### Период 1933—1945.
Када је Националсоцијалистичка партија Немачке дошла на власт јануара 1933, Улбрихт је отишао у илегалу. Власти су га тражиле тако да је емигрирао у Париз. У свом чланку из 1940. писао је да се Енглеска у рату не бори против терора и снага реакције у Немачкој, већ у корист енглеског империјализма. Подржао је Совјетско-немачки уговор о ненападању, јер је сматрао да је снага Црвене армије натерала Немачку да склопи мир, за разлику од антисовјетског британско-француског блока.
После боравка у Паризу и Прагу, 1938. се преселио у Москву, одакле је од 1941. радио у редакцији на немачком језику Радио Москве. У заробљеничким логорима дружио се са немачким заробљеницима и покушавао да их убеди у корисност организовања послератне Немачке по моделу власти совјетске комунистичке партије. У бици за Стаљинград, преко мегафона је наговарао немачке војнике на предају и пребег.

### Изградња Источне Немачке под Улбрихтовом влашћу
Дана 30. априла 1945. Улбрихт се вратио у разрушену Немачку као вођа групе истомишљеника и организовао поново основану Комунистичку партију Немачке. Ова партија се 1946. ујединила са Социјалдемократском партијом Немачке у Јединствену социјалистичку партију Немачке (СЕД). Те политичке организације су деловале у Совјетској окупационој зони Немачке.
По оснивању НДР 7. октобра 1949. постао је заменик председника министарског савета НДР. Само су председник савета Ото Гротевол и председник државе Вилхелм Пик имали више државне моћи од њега. За генералног секретара централног комитета СЕДа именован је 1950.
После смрти Јосифа Стаљина Улрихов положај је био угрожен у више наврата, јер је сматран за прототип стаљинисте. Иронијом судбине, његов положај је спасао народни устанак из 17. јуна 1953, јер је Совјетски Савез сматрао да би Улбрихтов пад био интерпретиран као знак слабости. Његови унутарпартијски ривали су изгубили подршку окупационих снага, тако да је самостално могао да управља партијом. После смрти Вилхелма Пика 1960. добио је две нове председавајуће функције: председника Националног одбрамбеног већа и Националног државног већа. Тиме је постао шеф источнонемачке државе, коју је због своје дуготрајне владавине одлучујуће обликовао.

#### Изградња Берлинског зида
Берлински зид је 1961. изградила влада Валтера Улбрихта. Прво је на конференцији за штампу 15. јуна 1961. изјавио:
Разумем ваше питање као да у Западној Немачкој постоје људи који би желели да ми грађевинаре главног града НДР мобилизујемо за изградњу зида. Мени није познато да таква намера постоји. Грађевинари нашег главног града су највише заузети изградњом станова, и томе циљу су посвећене све њихове снаге. Нико нема намеру да подигне зид!
Два месеца касније, 13. августа 1961, војне снаге НДР почеле су да контролишу границу између Источног и Западног Берлина и да постављају баријере.

#### Нови економски систем
Од 1963, Улбрихт и његов економски саветник Волфганг Бергер су покушали да креирају ефикаснију привреду кроз политику Новог економског система (Neues Ökonomisches System). Ово је значило да је у централно координисаном економском плану дозвољено да се више одлука доноси на локалном нивоу. Разлог за то није било само повећање одговорности предузећа, већ и спознаја да локално донесене одлуке боље успевају. Један од Улрихових принципа била је научна примена политике и економије, уз коришћење социологије, психологије и природних наука. Ефекти Новог економског система били су позитивни и изазвали су повећање продуктивности привреде.
Овај систем није био популаран у самој партији, у којој се од 1965. створио отпор реформама под вођством Ериха Хонекера и уз подршку совјетског лидера Леонида Брежњева. Улбрехтов научни приступ значио је да контрола економије прелази из руку партије у руке стручњака. Овакав принцип није био у складу са теоријом комунизма којој су били одани конзервативци у партији.

## Крај владавине
Лош однос Улбрихта и Брежњева довео је до његовог политичког пада. Дана 3. маја 1971. Улбрихт је био принуђен да да оставку са свих јавних функција из „здравствених разлога“. На овим положајима га је заменио Ерих Хонекер, уз пристанак Совјетског Савеза. Улбрихту су додељене церемонијалне функције председника државног савета и председавајућег партије. Преминуо је 1. августа 1973. у државном летњиковцу код Темплина северно од Источног Берлина. Две недеље пре тога је доживео шлог.
Женио се два пута. Био је у браку са Мартом Шмелински (1920—1953) и Лотом Улбрихт (1953—1973). Лота и Ватер су усвојили девојчицу Беату из Совјетског Савеза.